# Ole Berntsen
Ole Valdemar Henrik Berntsen (* 22. Januar 1915 in Hellerup; † 26. Mai 1996 in Gentofte Kommune) war ein dänischer Segler.

## Erfolge
Ole Berntsen, der für den Hellerup Sejlklub segelte, nahm viermal an Olympischen Spielen in der Bootsklasse Drachen teil. Bei seinem Olympiadebüt 1948 in London war er neben Klaus Baess Crewmitglied des dänischen Bootes Snap, dessen Skipper sein Bruder William Berntsen war. In insgesamt sieben Wettfahrten platzierte sich die Snap stets unter den besten fünf Booten und schloss die in Torquay stattfindende Regatta mit 4223 Gesamtpunkten auf dem dritten Platz ab, womit Baess und die Berntsen-Brüder die Bronzemedaille hinter der Pan von Thor Thorvaldsen aus Norwegen und der Slaghoken von Folke Bohlin aus Schweden erhielten. Vier Jahre darauf war Berntsen selbst Skipper, während sein Bruder William gemeinsam mit Aage Birch die Crew komplettierte. Mit der Yacht Snude wurden sie trotz des Gewinns der dritten Wettfahrt lediglich Fünfte. Wesentlich erfolgreicher verliefen für Berntsen die anschließenden Spiele in Melbourne, als er als Skipper der Tip mit seinen Crewmitgliedern Cyril Andresen und Christian von Bülow die Silbermedaille gewann. Zwar erzielten sie wie die von Folke Bohlin angeführte Slaghöken II aus Schweden 5723 Punkte, aufgrund der größeren Anzahl gewonnener Wettfahrten wurden die Schweden jedoch Olympiasieger. Den dritten Rang belegte das von Graham Mann angeführte britische Boot. Berntsens vierte Olympiateilnahme erfolgte anlässlich der Olympischen Spiele 1964 in Tokio. Mit der White Lady wurde er als Skipper diesmal selbst Olympiasieger: mit 5854 Punkten setzte er sich gemeinsam mit Ole Poulsen und Christian von Bülow knapp gegen das von Peter Ahrendt angeführte deutsche Boot Mutafo mit 5826 Punkten durch.

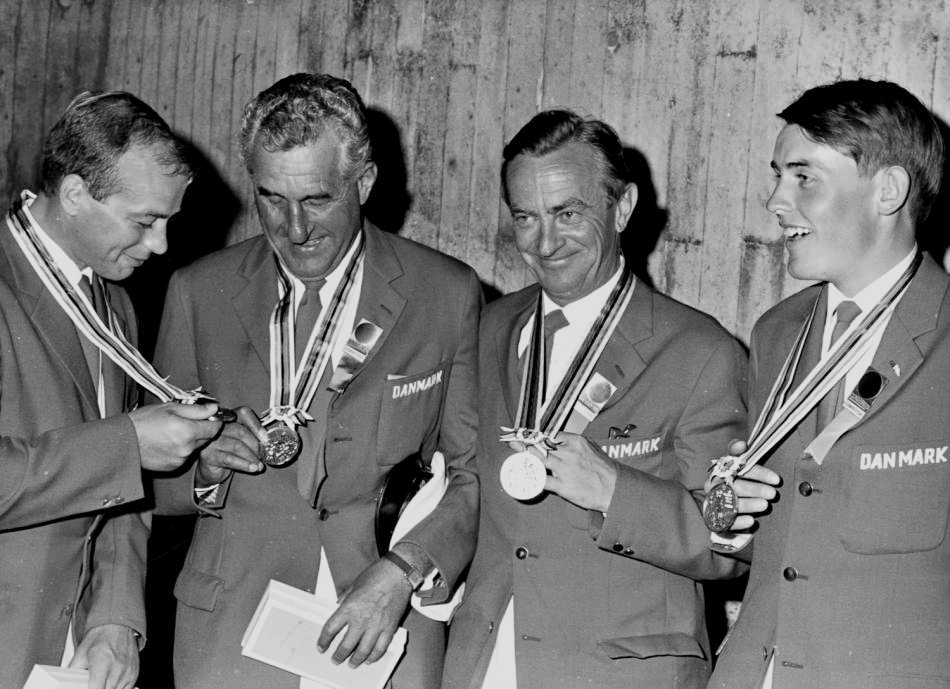
Henning Wind, Ole Berntsen, Christian von Bülow, Ole Poulsen, 1964 (von links)

1965 wurde Ole Berntsen in Sandhamn im Drachen auch Weltmeister. Fünfmal gewann er zudem den Gold Cup im Drachen: 1949, 1954, 1957, 1960 und 1962.